# Rio Santo Antônio (Chapada Diamantina)
O Rio Santo Antônio é um curso d'água que nasce na cidade de Piatã, na Chapada Diamantina, região central do estado brasileiro da Bahia, tendo sua foz no pantanal de Marimbus, sendo portanto parte da bacia do rio Paraguaçu.

## Descrição
Este rio surge da confluência de vários riachos intermitentes e do Rio Preto, perene, cuja foz está um pouco ao norte de onde tem como principal tributário o rio Cochó. Sua sub-bacia ocupa uma área de 9 400 km² (que dá cerca de 17% da área da bacia do Paraguaçu).
Os riachos que o formam são o São José, das Almas, do Gado e o riacho Água de Rega que possui uma grande área de captação por dezenas de quilômetros entre as serras que o margeiam, correndo sobre rochas até ter seu curso interrompido pelo sistema de cavernas da Lapa Doce, que possivelmente substitui seu curso.
Já o riacho do Gado, assim como os rios Cochó e Preto, contornam o planalto onde está o sistema Lapa Doce e possui um "leito amplo e assimétrico" com intercorrência de pequenos ribeiros, lagoas e alagadiços no seu trajeto; suas águas se originam das serras em volta, e corre em direção sul. Nesta região um de seus afluentes forma uma caverna de grande atração turística, a Gruta da Pratinha. Outras grutas nessa área fronteira ao Santo Antônio são a Lapa da Diva, as grutas do Ioiô e do Impossível e, mais ao norte, a Gruta da Torrinha, próxima ao sistema da Lapa Doce.
Da nascente, em Iraquara seu curso vai ganhando maior proporção a partir da cidade de Seabra, seguindo um curso acidentado em que forma cachoeiras, entalhando gargantas nas rochas de quartzito, absorvendo no trajeto toda uma vasta rede de drenagem, de forma que se torna um afluente "de primeira ordem" do Paraguaçu. 

## Problemas
Estudo de 2017 reporta a diminuição da vazão do rio em face do uso de suas águas para irrigação agrícola, comprometendo assim a área alagada de Marimbus, com possível impacto ambiental no ecossistema local, razão pela qual deve ser realizada uma política de manejo regulado das suas águas.<